# Ein großer Aufbruch
Ein großer Aufbruch ist ein deutscher Fernsehfilm von Matti Geschonneck aus dem Jahr 2015.

## Handlung
Patriarch Holm Hardenberg will seinem erfüllten Leben selbst ein Ende setzen und lädt kurzerhand seine Angehörigen und Bekannten in sein Landhaus am bayerischen Chiemsee ein, um sich zu verabschieden. Seine beiden Töchter Marie und Charlotte, seine Ex-Frau Ella und seine Jugendfreunde Adrian und Katharina folgen seiner Einladung. Das Familienaufkommen gerät allerdings unerwartet aus dem Ufer, weil die Gäste ihrem Gastgeber schlimme Vorwürfe machen, die dieser nicht über sich ergehen lassen möchte.

## Hintergrund
Ein großer Aufbruch wurde vom 23. Februar 2015 bis zum 27. März 2015 in München, Fürstenfeldbruck und Chiemsee gedreht. Im Fernsehen wurde der Film am 16. November 2015 erstmals ausgestrahlt.

## Kritik
„Wort- und pointenreiches, ebenso bissiges wie tiefgründiges (Fernseh-)Kammerspiel, das dank des brillanten Darsteller-Ensembles jedes Abrutschen in eine Posse vermeidet und stets den existenziell ernsten Hintergrund sichtbar hält.“